# Tunyogi István
Tunyogi István (1945. július 17. – 2020. november 18.) magyar színész.

## Életpályája
Színészi pályája 1968-tól indult az Állami Déryné Színháznál. 1976-tól a Békés Megyei Jókai Színházhoz szerződött. 1981-től a Kecskeméti Katona József Színház, 1984-től a Veszprémi Petőfi Színház tagja volt. 1986-tól a győri Kisfaludy Színház társulatának színművésze volt. 1995-ben létrehozta a Lőrinci Színpad elnevezésű gyermek és ifjúsági színházat, amellyel a színielőadásokon kívül rendhagyó irodalomórákat is tartott. 2005-ben a 18. kerületi önkormányzattól Művelődésért Díjat kapott.

## Fontosabb színházi szerepei
- William Shakespeare: III. Richárd... Brakenbury
- William Shakespeare: Lear király... Hírnök
- Molière: Gömböc úr... Gömböc úr
- Molière: Nők iskolája... Ergaste
- Molière: Tartuffe... Rendőrhadnagy
- Georg Büchner: Danton halála... Fouquier-Tinville, fővádló
- Mark Twain: Koldus és királyfi... királyi orvos
- Tennessee Williams: A vágy villamosa... Steve
- Dale Wasserman: Kakukkfészek... Turkle
- Arthur Miller: Pillantás a hídról... Louis
- Mihail Afanaszjevics Bulgakov: Iván, a rettentő... Akin, filmrendező
- L. Frank Baum: Óz, a nagy varázsló... Gyáva oroszlán
- Hunyady Sándor: A három sárkány... Feri bácsi
- Heltai Jenő – Ránki György: Szépek szépe... Szidi ben Juszuf
- Hubay Miklós – Ránki György – Vas István: Egy szerelem három éjszakája... Boldizsár
- Csurka István: Az idő vasfoga... Miska
- Szakonyi Károly: Adáshiba... Dönci
- Szakcsi Lakatos Béla – Csemer Géza: Piros karaván... Barkó
- Szirmai István – Bakonyi Károly – Gábor Andor: Mágnás Miska... Pixi gróf
- Jacobi Viktor: Leányvásár... Jim Steward
- Lehár Ferenc: Luxemburg grófja... anyakönyvvezető
- Ábrahám Pál: Viktória... Kakas Bajusz Zsiga

## Filmek, tv
- Szép karácsony szép zöld fája

## Emlékezete
- Tiszteletére 2022. március 27-én emléktáblát avattak Budapesten a XVIII. kerületben, a Rózsa Művelődési Házban.[1]